# Massacre de Port-Arthur
Ne pas confondre avec la Tuerie de Port-Arthur (Australie)
Le massacre de Port-Arthur se déroule durant la Première guerre sino-japonaise du 21 novembre au 23 ou 24 novembre 1894 dans la ville portuaire de Lüshunkou (appelée Port-Arthur par les Anglais) en Chine. Des unités d'avant-garde de la 1re division de la 2e armée japonaise, commandée par le général Yamaji Motoharu, assassinent entre 1 000 et 20 000 soldats et civils chinois, ne laissant que 36 survivants pour enterrer les corps. Les plus hautes estimations du nombre de victimes sont suspectes puisqu'une étude contemporaine estime la population de Port-Arthur à 6 000 habitants en 1894, à laquelle il faut ajouter 13 000 soldats de garnison. D'autres études estiment que 18 000 personnes des deux camps furent impliquées dans l'incident et qu'il y eut 1 500 morts chinois.

## Contexte

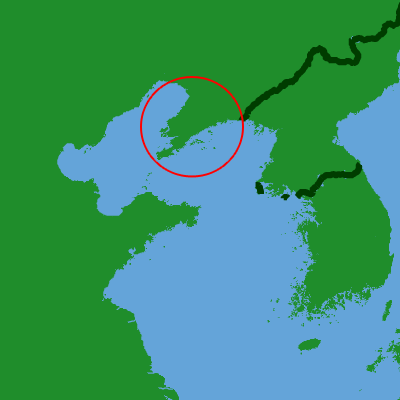
Localisation de la péninsule de Liaodong

Dans le cadre de sa stratégie maritime durant la Première Guerre sino-japonaise, le Japon avance des troupes de l'Armée impériale japonaise par la Corée, engage les forces de la Chine impériale à Asan près de Séoul puis à Pyongyang en septembre 1894, et remporte des victoires décisives dans ces deux rencontres. Après la bataille de Pyongyang, la 2e armée japonaise du général Ōyama Iwao fait route vers le nord et la Mandchourie dans l'objectif de prendre Port-Arthur, base de la flotte de Beiyang, une ville fortement fortifiée qui domine le passage maritime entre la Corée et le Nord-Est de la Chine. En septembre, la Marine impériale japonaise porte un coup critique à la flotte de Beiyang lors de la bataille du fleuve Yalou, bien que les Chinois réussissent à débarquer leurs troupes non loin de la frontière sino-coréenne. Après l'élimination de la flotte de Beiyang, la marine japonaise commence le siège de Port-Arthur tandis que la 2e armée avance vers la ville en passant par la Mandchourie et que la 1re armée traverse le fleuve Yalou. Après une série de batailles dans la péninsule du Liaodong, la 1re division de la 2de armée du général Yamaji encercle Port-Arthur vers la fin novembre, puis abandonnent ses positions. Le 18 novembre 1894, les Japonais stoppent brusquement leur avancée en découvrant que les troupes qu'ils avaient abandonnées à l'arrière ont été horriblement mutilées par les Chinois qui leur ont coupé les mains et les pieds. Certains Japonais ont même été brûlés vivants. Les habitants de Port-Arthur fuient vers l'est par terre ou par mer et les Chinois mutilent de nouveau plusieurs corps japonais qu'ils exposent à l'entrée de la ville, provoquant la colère des Japonais. Après une résistance symbolique, la ville tombe le matin du 21 novembre. Les habitants restants sont alors massacrés par les troupes japonaises bien que l'échelle et la nature de la tuerie continue encore aujourd'hui à être discutées.

## Mention dans la presse occidentale
La série de victoires japonaises à Pyongyang et à la bataille du Yalou amène l'Occident à s'intéresser davantage au conflit. Au moment de l'assaut sur Port-Arthur, plusieurs journalistes occidentaux accompagnent la 2e armée japonaise. Leurs récits du massacre sont controversés. La plupart des correspondants, comme l'Américain James Creelman (en) du New York World et le Britannique Frederic Villiers du London Black and White, décrivent un massacre à grande échelle et de sang froid. Tandis que le Français Amédée Baillot de Guerville (en) du New York Herald écrit qu'aucun massacre n'a eu lieu mais il admettra plus tard le contraire.